# Viktoria Terechkina
Viktoria Terechkina (en russe : Виктория Терёшкина), née le 31 mai 1983 à Krasnoïarsk en Sibérie, est une danseuse russe, étoile au Théâtre Mariinsky. Elle est nommée artiste du peuple de la fédération de Russie en 2018.

## Biographie
Fille d'un entraîneur reconnu de gymnastique (qui par ailleurs a entraîné durant quelque temps l'équipe nationale de Russie), Viktoria Terechkina débute la GRS à l'âge de quatre ans. Après des débuts balbutiants, elle devient la meilleure élève de son niveau et se retrouve régulièrement classée en concours. Cependant, avertie de la très courte carrière des gymnastes, elle se tourne six ans plus tard vers la danse classique.
C'est son école de danse qui l'envoie assister à un festival à Saint-Pétersbourg, où elle est remarquée par le directeur de l'Académie de ballet Vaganova en personne. Elle a alors seize ans, et restera trois ans à étudier dans la célèbre Académie ; elle y sera notamment l'une des élèves favorites de Marina Vassilieva (qui fut également le professeur d'Evguenia Obraztsova l'année suivante), qui insistera pour la placer devant à chacun de ses cours. Engagée en 2001 dans la compagnie du Théâtre Mariinsky, Viktoria Tereckhina fera d'abord partie du corps de ballet, avant de tenir des rôles plus importants l'année d'après : elle incarnera Odette / Odile, le rôle principal du Lac des cygnes.
Gravissant régulièrement les échelons de la compagnie, elle est distribuée dans divers ballets, tant classiques ou néo-classiques que contemporains : elle danse des chorégraphies signées Marius Petipa, George Balanchine (pour lequel elle avoue une affection toute particulière), comme des travaux de Jiří Kylián. En 2006, elle remporte la médaille d'or du Concours international de ballet de Perm, avec le Grand pas classique de Balanchine, et danse notamment avec Roberto Bolle ou Angel Corella. Deux ans plus tard, en mars 2008, elle est nommée danseuse étoile[réf. nécessaire].
Souvent invitée lors de galas internationaux et privilégiée lors des tournées du Théâtre Mariinsky, Viktoria Terechkina est très appréciée des critiques et du public, qui louent sa danse très épurée, ainsi que sa capacité à dépasser sa technique parfaite pour transcender ses personnages ; elle se place dès lors pour beaucoup dans la lignée des grandes traditions du Théâtre Mariinsky, et des célèbres ballerines qui en sont issues.
Elle reçoit un Masque d'or en 2017.

## Répertoire non exhaustif
- Le Lac des cygnes : Odette / Odile
- Le Petit Cheval bossu : la Fille-tsar
- Giselle : Myrtha
- Le Corsaire : Medora, une Odalisque
- La Bayadère : Nikiya, une Ombre
- La Belle au bois dormant : Aurore, Fée Diamant, Fée Dorée
- Raymonda : Raymonda
- Don Quichotte : Kitri
- La Légende de l'amour : Mekmeneh Bahnu
- Casse-noisette : Masha
- Roméo et Juliette : Juliette, une Amie
- Joyaux : Diamants, Rubis
- Apollon musagète : Calliope, Polymnie, Terpsichore
- Cendrillon : Khudyshka

## Filmographie
- (à venir) Hommage à Marius Petipa, avec Alina Somova, Leonid Sarafanov, Danila Korsuntev et les danseurs du Théâtre Mariinsky